# Derby reale
Derby reale (The Amateur Gentleman) è un film muto del 1926 diretto da Sidney Olcott. La sceneggiatura si basa sul romanzo omonimo di Jeffery Farnol pubblicato a Boston nel 1913.

## Trama
Figlio di un locandiere, Barnabas Barty - che ha ereditato una fortuna - si reca a Londra dove ha intenzione di diventare un vero gentiluomo. Innamorato di Lady Cleone, suscita la gelosia di Sir Mortimer, un suo rivale in amore. A Londra, diventa amico di Devenham che gli vende un cavallo da competizione e conosce Ronald, il fratello di Cleone. Visto che Ronald si trova nei guai a causa dei suoi debiti, Barbaba si rende disponibile per imprestargli il denaro necessario per coprire il debito. Ma Mortimer gli mette i bastoni tra le ruote e Ronald rifiuta il prestito. Con la vittoria del suo cavallo a un'importante gara a ostacoli, Barnaba rinsalda la propria posizione sociale. Mortimer, nel frattempo, riduce alla disperazione Ronald che dovrà affrontare la prigione per debiti a causa sua. I due hanno uno scontro che provoca la morte di entrambi. La vicenda provoca in Barnaba una grande delusione, risvegliandolo dai suoi sogni di una vita ideale nella grande città. Ritorna così al suo villaggio dove Cleone - dando anche lei addio alla vita cittadina - lo segue.

## Produzione
La lavorazione del film, prodotto dalla Inspiration Pictures, iniziò a inizio maggio 1926. Le riprese furono effettuate agli studi Clune di Los Angeles e nella casa di Samuel S. Hinds a Pasadena.
Il romanzo di Jeffery Farnol era già stato adattato per lo schermo nel 1920 dal regista britannico Maurice Elvey. Nel 1936, ne fu fatta un'altra versione diretta da Thornton Freeland con protagonista Douglas Fairbanks, Jr..

## Distribuzione
Il copyright del film, richiesto dalla Inspiration Pictures, Inc., fu registrato il 16 agosto 1926 con il numero LP23029.
Distribuito dalla First National Pictures, il film fu presentato in prima a New York il 15 agosto 1926 uscendo nelle sale cinematografiche statunitensi il 29 agosto 1926. Nel Regno Unito, fu distribuito dalla First National Film Distributors il 22 agosto 1927 in una versione di 80 minuti. Nello stesso anno, il 24 ottobre, il film uscì anche in Finlandia e in Italia, dove, distribuito dalla First National, ottenne il visto di censura numero 23801. In Francia, fu presentato a Parigi il 6 aprile 1928; in Portogallo, con il titolo Gentleman Amador, venne distribuito il 26 novembre 1931.
Copia completa della pellicola si trova conservata negli archivi del George Eastman House di Rochester.